# 薛野䐗
薛 野䐗（せつ やちょ、生没年不詳）は、北魏の人物。本貫は代郡。

## 経歴
聊城侯の薛達頭の子として生まれた。幼くして父母を失い、一族の家で養育された。成長すると学問を好んで弓射を得意とした。文成帝の初年、召されて羽林に任じられた。給事中に転じ、民の戸籍の事務をつかさどった。順陽子の爵位を受けた。和平年間、平南将軍・并州刺史に任じられ、河東公の爵位を受けた。泰州刺史に転じ、任地で名声があった。享年61で死去した。散騎常侍・大将軍・并州刺史の位を追贈された。諡は簡といった。
子に薛虎子があった。

## 伝記資料
- 『魏書』巻44 列伝第32
- 『北史』巻25 列伝第13